# Эпаланга, Самуэл Мартинью
Самуэл Мартинью Эпаланга (порт. Samuel Martinho Epalanga; 28 мая 1943, Чикала-Чолоанга, Уамбо, Португальская Ангола — 19 мая 2018, Луанда, Республика Ангола) — ангольский военный, видный деятель УНИТА, близкий соратник Жонаша Савимби. Активный участник войны за независимость и гражданской войны, генерал повстанческой армии ФАЛА. В 1980—2002 командовал повстанческой спецслужбой BRINDE.

## Война за независимость — боевик УНИТА
Родился в семье овимбунду из провинции Уамбо. Начальное образование получил в евангелической миссии, среднее — в школе Уамбо. В ранней молодости работал в мастерской Бенгельской железной дороги. Выступал за независимость Анголы, был противником португальских колониальных властей. Попал под наблюдение ПИДЕ, из-за чего в 1965 вынужден был бежать от преследования в ДР Конго.
На следующий год Мартинью Эпаланга установил связь c Жонашем Савимби. Перебрался в Замбию и присоединился к антиколониальному леворадикальному движению УНИТА. Прошёл военную подготовку по разведывательной специальности. Был включён в группу из пятидесяти активистов, отобранных для военного обучения в КНР. Эта поездка не состоялась из-за кратковременного ареста и высылки Савимби. Эпаланга занялся мобилизацией проживавших в Замбии ангольцев в армию УНИТА — ФАЛА и приобретением оружия.
В 1968 вместе с Савимби перешёл ангольскую границу в Мошико. С 1969 по 1974 Эпаланга активно участвовал в войне за независимость Анголы. Командовал несколькими партизанскими зонами. Специализировался на тайных операциях против спецподразделения «Стрелы». Отличался личной преданностью Жонашу Савимби. После Португальской революции участвовал в процессе деколонизации, входил в состав делегации УНИТА на переговорах с португальскими представителями. Организовал в Уамбо и Бие митинги в поддержку УНИТА.

## Гражданская война — начальник BRINDE
Независимость Анголы была провозглашена 11 ноября 1975 под властью коммунистической МПЛА. УНИТА не признала режим НР Ангола. Началась многолетняя гражданская война. В первые месяцы 1976 Мартинью Эпаланга командовал силами ФАЛА на одном из ключевых фронтов в Уамбо. Участвовал в боях с правительственными войсками ФАПЛА и кубинскими экспедиционными силами. После падения Уамбо в феврале 1976 отступал в Длинном марше.
Мартинью Эпаланга организовал крупную повстанческую базу в Куито-Куанавале (южная провинция Квандо-Кубанго). Географическая близость позволила установить связь с южноафриканскими войсками в Намибии. Именно Эпаланга инициировал контакты с военными, политическими кругами и спецслужбами ЮАР, оказавшиеся важным ресурсом УНИТА. Эпаланга командовал военным округом ФАЛА в Квандо-Кубанго, возглавлял кадровое управление оперативного командования ФАЛА. Состоял в одном из руководящих органов УНИТА — Административном совете.
В 1980 Мартинью Эпаланга в звании повстанческого генерала возглавил Национальную бригаду государственной обороны (BRINDE). В ведении генерала Эпаланги находились разведка, контрразведка, спецоперации против МПЛА, внутренняя безопасность УНИТА, личная охрана Савимби, наблюдение за иностранцами, обращение с военнопленными. В своих военно-разведывательных мероприятиях BRINDE достигла немалых успехов. Правительственным спецслужбам не удавалось создать своей сети на территориях УНИТА. Министерство госбезопасности высоко оценивало уровень подготовки BRINDE и особенно идеологическую убеждённость, яростный энтузиазм оперативников.
С другой стороны, на контролируемых УНИТА территориях был установлен крайне жёсткий режим. Насаждался культ Савимби, подавлялось любое подозрение в инакомыслии, профилактировались «заговоры», совершались ритуальные казни. Эпаланга отдавал приказы о многочисленных арестах и расследованиях. Получил прозвище Echos Papa — Эхо Папы. Со своей стороны, Жонаш Савимби с доверием относился к начальнику BRINDE.
Генерала Эпалангу во главе BRINDE сравнивали с генералом Зе Мария — начальником правительственной военной разведки, обладавшим репутацией «серого кардинала» спецслужб МПЛА. Но в то же время, по воспоминаниям знавших его людей, Эпаланга практически не принимал собственных решений, неуклонно исполняя волю Савимби. В чём и заключались его собственные принципы и жизненная позиция.
В конце 1990-х правительственные войска начали массированное наступление против УНИТА. К началу 2002 положение стало критическим. В январе Мартинью Эпаланга был взят в плен (об этом особо сообщал орган ЦК Компартии Кубы Granma). Публично выступая в Луэне, Эпаланга рассказал о тяжёлом положении скрывающихся бойцов УНИТА/ФАЛА.

## После войны
После гибели Жонаша Савимби в бою 22 февраля 2002 правительство МПЛА и руководство УНИТА договорились о прекращении войны. УНИТА интегрировалась в ангольскую политическую систему в качестве оппозиционной партии. Мартинью Эпаланга отошёл от дел. Проживал с семьёй в Луанде, постепенно восстановил отношения с соратниками по УНИТА. Скончался в военном госпитале незадолго до своего 75-летия.